# Maria Mercedes di Borbone-Due Sicilie
María de Borbón (spagnolo: María de las Mercedes Cristina Genara Isabel Luisa Carolina Victoria y Todos los Santos; Madrid, 23 dicembre 1910 – Lanzarote, 2 gennaio 2000) fu principessa del Regno delle Due Sicilie e per matrimonio contessa di Barcellona.
Era la madre del re di Spagna Juan Carlos e, dunque, la nonna di Filippo VI di Spagna.

## Biografia

### Giovinezza
Era la figlia del principe Carlo Tancredi di Borbone-Due Sicilie, Infante di Spagna, un nipote del re Ferdinando II delle Due Sicilie, e della sua seconda moglie, la principessa Luisa d'Orléans, figlia del principe Filippo, conte di Parigi pretendente al trono francese. Le fu concesso, alla nascita, il rango e la precedenza di un'Infanta di Spagna, sebbene non effettivamente tale (era, dopo tutto, de facto, una principessa di Borbone-Due Sicilie).
Visse a Madrid i primi anni della vita. La sua famiglia si trasferì poi a Siviglia, dove suo padre fu creato capitano militare generale delle province. Al suo arrivo, si iscrisse insieme con le sue sorelle in un collegio, dove continuò gli studi sotto la guida di Isabella Alfonsa. Durante le vacanze, e per alcuni anni, la madre la mandò, insieme alle sorelle, in Francia, per perfezionare la lingua.
Nel 1931, alla proclamazione della seconda repubblica spagnola, andò in esilio in Francia, vivendo prima a Cannes e poi a Parigi, dove studiò arte al Louvre.

### Matrimonio
Il 14 gennaio 1935 partecipò, a Roma, alle nozze dell'Infanta Beatriz di Spagna, figlia di Alfonso XIII. In questa occasione incontrò il suo lontano cugino e futuro marito, il fratello della sposa, l'Infante Giovanni, conte di Barcellona, quarto figlio maschio ed erede designato di Alfonso XIII di Spagna.
Le nozze vennero celebrate a Roma, il 12 ottobre 1935. Ebbero quattro figli.

### Importanza pubblica
Vissero a Cannes e a Roma. Allo scoppio della seconda guerra mondiale si trasferirono a Losanna per vivere con la regina Vittoria Eugenia, la madre dell'Infante Giovanni. Successivamente, vissero a Estoril, in Portogallo, dove rimarranno fino al loro ritorno in Spagna nel 1976. Durante il suo esilio Maria Mercedes visitò la Spagna in alcune occasioni: nel 1949, per partecipare al funerale di suo padre a Siviglia, nel 1964 per partecipare al battesimo di sua nipote, l'Infanta Elena e nel 1969 per partecipare al battesimo del nipote, l'Infante Filippo, poi re Filippo VI.
Nel 1976, l'anno successivo alla restaurazione della monarchia in Spagna, nella persona di suo figlio, Juan Carlos, tornarono in Spagna. Mediò tra suo figlio e suo marito, i cui rapporti s'erano guastati da quando Juan Carlos era stato designato erede da Franco. Nel 1977, Giovanni rinunciò ai suoi diritti in favore del loro figlio, che ufficialmente gli permise di conservare il titolo di conte di Barcellona.

### Ultimi anni e morte
Si ruppe un'anca nel 1982 e il femore sinistro nel 1985, il che la costrinse a usare una sedia a rotelle per il resto della sua vita. Il 1º aprile 1993 suo marito morì a causa di un cancro alla laringe.
Era un'appassionata di corride e della cultura andalusa. Nel 1995, la nipote, l'infanta Elena si sposò a Siviglia, anche per l'amore della contessa per la città. È stata anche membro d'onore del Real Betis.
Fu creata 1.171° dama dell'Ordine Reale della regina Maria Luisa il 4 marzo 1929.
Morì per un attacco cardiaco nella residenza reale di La Mareta, a Lanzarote, dove la famiglia reale si era recata per celebrare il nuovo anno. Fu sepolta con gli onori di una regina nella cripta reale del Monastero di San Lorenzo de El Escorial, nei pressi di Madrid.

## Discendenza
Maria Mercedes e l'Infante Giovanni, conte di Barcellona ebbero quattro figl:
- Infanta Pilar, duchessa di Badajoz (1936-2020)
- Juan Carlos I di Spagna (1938);
- Infanta Margarita, duchessa di Soria, II duchessa di Hernani (1939);
- Infante Alfonso di Spagna (1941-1956).

## Ascendenza
|                                                     |                              |                                       | Genitori                                   |  |  | Nonni |  |  | Bisnonni                        |  |  | Trisnonni                     |  |
|                                                     |                              |                                       |                                            |  |  |       |  |  | Ferdinando II delle Due Sicilie |  |  | Francesco I delle Due Sicilie |  |
|                                                     |                              |                                       |                                            |  |  |       |  |  | Ferdinando II delle Due Sicilie |  |  | Francesco I delle Due Sicilie |  |
|                                                     |                              | Maria Isabella di Borbone-Spagna      |                                            |  |  |       |  |  | Ferdinando II delle Due Sicilie |  |  |                               |  |
| Alfonso di Borbone-Due Sicilie                      |                              |                                       |                                            |  |  |       |  |  | Ferdinando II delle Due Sicilie |  |  |                               |  |
|                                                     |                              | Maria Teresa d'Asburgo-Teschen        | Carlo d'Asburgo-Teschen                    |  |  |       |  |  |                                 |  |  |                               |  |
|                                                     |                              | Maria Teresa d'Asburgo-Teschen        | Carlo d'Asburgo-Teschen                    |  |  |       |  |  |                                 |  |  |                               |  |
|                                                     |                              | Maria Teresa d'Asburgo-Teschen        | Enrichetta di Nassau-Weilburg              |  |  |       |  |  |                                 |  |  |                               |  |
| Carlo Tancredi di Borbone-Due Sicilie               |                              | Maria Teresa d'Asburgo-Teschen        |                                            |  |  |       |  |  |                                 |  |  |                               |  |
|                                                     |                              | Principe Francesco, Conte di Trapani  | Francesco I delle Due Sicilie              |  |  |       |  |  |                                 |  |  |                               |  |
|                                                     |                              | Principe Francesco, Conte di Trapani  | Francesco I delle Due Sicilie              |  |  |       |  |  |                                 |  |  |                               |  |
|                                                     |                              | Principe Francesco, Conte di Trapani  | Maria Isabella di Borbone-Spagna           |  |  |       |  |  |                                 |  |  |                               |  |
| Principessa Maria Antonietta di Borbone-Due Sicilie |                              | Principe Francesco, Conte di Trapani  |                                            |  |  |       |  |  |                                 |  |  |                               |  |
|                                                     |                              | Arciduchessa Maria Isabella d'Austria | Leopoldo II, Granduca di Toscana           |  |  |       |  |  |                                 |  |  |                               |  |
|                                                     |                              | Arciduchessa Maria Isabella d'Austria | Leopoldo II, Granduca di Toscana           |  |  |       |  |  |                                 |  |  |                               |  |
|                                                     |                              | Arciduchessa Maria Isabella d'Austria | Maria Antonia di Borbone-Due Sicilie       |  |  |       |  |  |                                 |  |  |                               |  |
| Maria Mercedes di Borbone-Due Sicilie               |                              | Arciduchessa Maria Isabella d'Austria |                                            |  |  |       |  |  |                                 |  |  |                               |  |
|                                                     | Ferdinando Filippo d'Orléans | Luigi Filippo di Francia              |                                            |  |  |       |  |  |                                 |  |  |                               |  |
|                                                     | Ferdinando Filippo d'Orléans | Luigi Filippo di Francia              |                                            |  |  |       |  |  |                                 |  |  |                               |  |
|                                                     | Ferdinando Filippo d'Orléans | Maria Amalia di Borbone-Due Sicilie   |                                            |  |  |       |  |  |                                 |  |  |                               |  |
| Luigi Filippo Alberto d'Orléans                     | Ferdinando Filippo d'Orléans |                                       |                                            |  |  |       |  |  |                                 |  |  |                               |  |
|                                                     |                              | Elena di Meclemburgo-Schwerin         | Federico Ludovico di Meclemburgo-Schwerin  |  |  |       |  |  |                                 |  |  |                               |  |
|                                                     |                              | Elena di Meclemburgo-Schwerin         | Federico Ludovico di Meclemburgo-Schwerin  |  |  |       |  |  |                                 |  |  |                               |  |
|                                                     |                              | Elena di Meclemburgo-Schwerin         | Carolina Luisa di Sassonia-Weimar-Eisenach |  |  |       |  |  |                                 |  |  |                               |  |
| Luisa d'Orléans                                     |                              | Elena di Meclemburgo-Schwerin         |                                            |  |  |       |  |  |                                 |  |  |                               |  |
|                                                     |                              | Antonio d'Orléans                     | Luigi Filippo di Francia                   |  |  |       |  |  |                                 |  |  |                               |  |
|                                                     |                              | Antonio d'Orléans                     | Luigi Filippo di Francia                   |  |  |       |  |  |                                 |  |  |                               |  |
|                                                     |                              | Antonio d'Orléans                     | Maria Amalia di Borbone-Due Sicilie        |  |  |       |  |  |                                 |  |  |                               |  |
| Maria Isabella d'Orléans                            |                              | Antonio d'Orléans                     |                                            |  |  |       |  |  |                                 |  |  |                               |  |
|                                                     |                              | Luisa Ferdinanda di Borbone-Spagna    | Ferdinando VII di Spagna                   |  |  |       |  |  |                                 |  |  |                               |  |
|                                                     |                              | Luisa Ferdinanda di Borbone-Spagna    | Ferdinando VII di Spagna                   |  |  |       |  |  |                                 |  |  |                               |  |
|                                                     |                              | Luisa Ferdinanda di Borbone-Spagna    | Maria Cristina di Borbone-Due Sicilie      |  |  |       |  |  |                                 |  |  |                               |  |
|                                                     |                              | Luisa Ferdinanda di Borbone-Spagna    |                                            |  |  |       |  |  |                                 |  |  |                               |  |